# غريس هدسون
غريس هدسون (بالإنجليزية: Grace Hudson)‏ هي رسامة ومصورة أمريكية، ولدت في 21 فبراير 1865 في مقاطعة ميندوسينو في الولايات المتحدة، وتوفي بنفس المكان في 23 مارس 1937.